# 圣于连德锡夫里
圣于连德锡夫里（法語：Saint-Julien-de-Civry，法語發音：[sɛ̃ ʒyljɛ̃ də sivʁi]）是法国索恩-卢瓦尔省的一个市镇，属于沙罗勒区。

## 地名
法语人名“Julien”在日常人名译名以及《世界人名翻譯大辭典》、《法语姓名译名手册》等主流人名译名类书籍资料中译作“朱利安”，不过在《世界地名翻译大辞典》、《世界地名译名词典》和《法国地图册》等主流地名译名类书籍资料中译作“于连”。

## 地理
圣于连德锡夫里（46°21'56"N, 4°13'58"E）面积21.01 平方千米，位于法国勃艮第-弗朗什-孔泰大區索恩-卢瓦尔省，该省份为法国中部省份，北起顺时针与科多尔省、汝拉省、安省、罗讷省、卢瓦尔省、阿列省和涅夫勒省接壤。
与圣于连德锡夫里接壤的市镇（或旧市镇、城区）包括：吕尼莱沙罗勒、尚日、迪约、诺希兹、奥耶、普瓦松、普里济、布里奥奈地区圣日耳曼。
圣于连德锡夫里的时区为UTC+01:00、UTC+02:00（夏令时）。

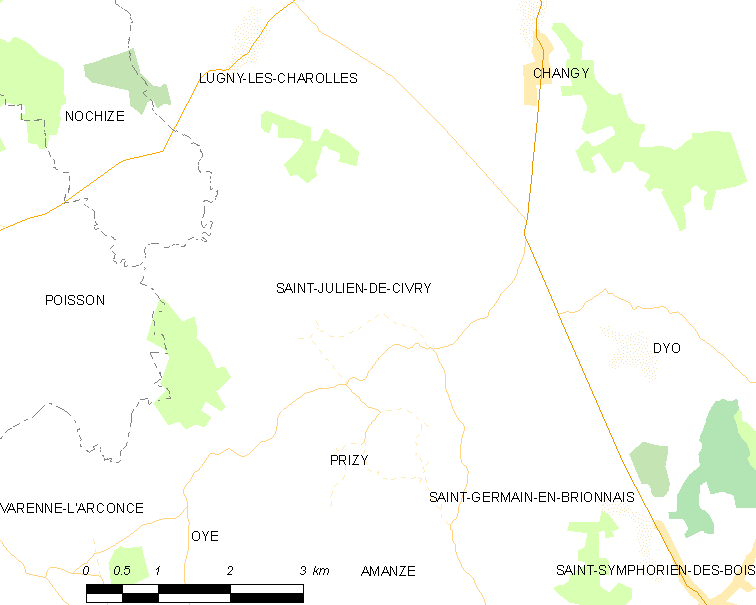
圣于连德锡夫里的OSM定位图

## 行政
圣于连德锡夫里的邮政编码为71800，INSEE市镇编码为71433。

## 政治
圣于连德锡夫里所属的省级选区为沙罗勒县。

## 人口

1962-2008年间圣于连德锡夫里人口变化图示

圣于连德锡夫里于2022年1月1日时的人口数量为468人。